# Campeonato Italiano de Futebol – Série A
A Serie A (pronúncia italiana: [ˈsɛːrje ˈa]), também chamada de Serie A Enilive devido ao patrocínio da Enilive, é uma competição de clubes de futebol localizados no topo do sistema da Liga Italiana de Futebol. O vencedor é premiado com o Scudetto e a Coppa Campioni d'Italia.
O torneio foi organizado pelo Direttorio Divisioni Superiori até 1943 e pela Lega Calcio até 2010, quando a Lega Serie A foi criada para a temporada de 2010–11. A Serie A é considerada uma das melhores ligas de futebol do mundo e é frequentemente descrita como a liga nacional mais tática e defensivamente sólida. A Serie A foi a liga nacional mais forte do mundo em 2020 de acordo com a IFFHS e está classificada em terceiro lugar entre as ligas europeias de acordo com o coeficiente da liga da UEFA, atrás da La Liga e da Premier League e à frente da Bundesliga e da Ligue 1. A Serie A liderou o ranking da UEFA de 1986 a 1988 e de 1990 a 1999.
O Campeonato Italiano de Futebol passou de rodadas regionais e inter-regionais para uma liga de nível único a partir da temporada de 1929–30. Os títulos do campeonato conquistados antes de 1929 são oficialmente reconhecidos pela FIGC com a mesma ponderação dos títulos que foram posteriormente atribuídos. Da mesma forma, a temporada de 1945–46, que foi disputada em dois grupos geográficos devido à devastação da Segunda Guerra Mundial, não é considerada estatisticamente, mesmo que seu título seja totalmente oficial.
A Serie A é uma das ligas de futebol com mais história do mundo. Dos 100 maiores jogadores de futebol da história escolhidos pela revista FourFourTwo em 2017, 42 jogadores jogaram na Série A, mais do que qualquer outra liga do mundo.

## História
A Serie A, como está estruturada hoje, começou durante a temporada de 1929–30. De 1898 a 1922, a competição foi organizada em grupos regionais. Devido ao crescente número de times que participam de campeonatos regionais, a Federação Italiana de Futebol (FIGC) dividiu a CCI (Confederação Italiana de Futebol) em 1921. A CCI fundou em Milão a Lega Nord (Liga do Norte de Futebol), ancestral da atual Lega Serie A. Quando as equipes da CCI voltaram a se juntar à FIGC, criaram duas divisões inter-regionais renomeando as categorias em divisões e dividindo as seções da FIGC em duas ligas norte-sul. Em 1926, devido a crises internas e pressões fascistas, a FIGC mudou as configurações internas, adicionando equipes do sul à divisão nacional, levando ao acordo da temporada de 1929–30. O Torino foi declarado campeão na temporada de 1948–49 após um acidente de avião próximo ao final da temporada em que toda a equipe morreu.
O título da Serie A é frequentemente referido como Scudetto ("pequeno escudo") porque, desde a temporada de 1923–24, a equipe vencedora carregará um pequeno brasão com o tricolor italiano em seu uniforme na temporada seguinte. O clube de maior sucesso é a Juventus com 36 títulos, seguida pelo Internazionale com 20 títulos e pelo Milan com 19 títulos. Da temporada de 2004–05 em diante, um troféu real foi concedido ao clube em campo após a última rodada do campeonato. O troféu, chamado Coppa Campioni d'Italia, foi oficialmente usado desde a temporada de 1960–61, mas entre 1961 e 2004 foi entregue aos clubes vencedores na sede da Lega Nazionale Professionisti.
Em abril de 2009, a Série A anunciou uma separação da Serie B. Dezenove dos vinte clubes votaram a favor da mudança em uma discussão sobre os direitos da televisão; o Lecce, ameaçado de rebaixamento, votou contra a decisão. Maurizio Beretta, ex-chefe da associação de donos da Itália, tornou-se presidente da nova liga.
Em abril de 2016, foi anunciado que a Série A foi selecionada pelo International Football Association Board para testar o árbitro assistente de vídeo (VAR) durante a temporada de 2017–18. Sobre a decisão, o presidente da FIGC, Carlo Tavecchio, disse: "Estávamos entre os primeiros a apoiar o uso da tecnologia em campo e acreditamos que temos tudo o que é necessário para oferecer nossa contribuição a esta importante experiência."

### Denominações
| Nome                             | Período                    |
| -------------------------------- | -------------------------- |
| Campionato Nazionale di Football | 1898 — 1900                |
| Campionato Italiano di Football  | 1901 — 1903                |
| Prima Categoria                  | 1904 — 1921–22 (F.I.G.C.)  |
| Prima Divisione                  | 1921–22 (C.C.I.) — 1925–26 |
| Divisione Nazionale              | 1926–27 — 1928–29          |
| Serie A                          | 1929–30 — 1942–43          |
| Divisione Nazionale              | 1945–46                    |
| Serie A                          | Desde 1946–47              |

## Formato

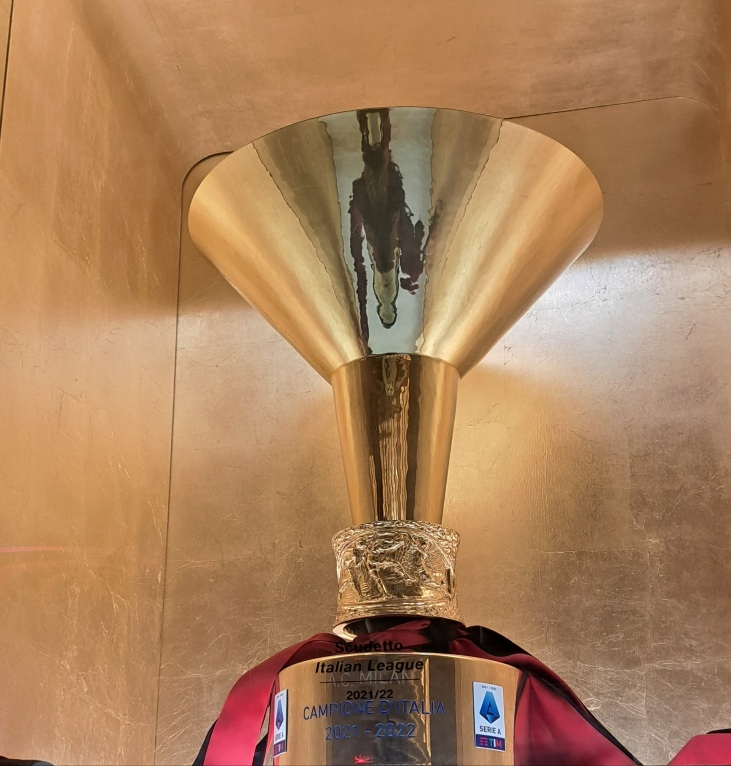
O troféu do campeonato da Série A

Durante a maior parte da história da Série A, havia 16 ou 18 clubes competindo. Desde a temporada de 2004–05, entretanto, houve 20 clubes ao todo. Uma temporada (1947–48) foi jogada com 21 times por razões políticas, após tensões pós-guerra com a Iugoslávia. Abaixo está um registro completo de quantas equipes jogaram em cada temporada ao longo da história da liga;
- 18 clubes: 1929–1934
- 16 clubes: 1934–1943
- 20 clubes: 1946–1947
- 21 clubes: 1947–1948
- 20 clubes: 1948–1952
- 18 clubes: 1952–1967
- 16 clubes: 1967–1988
- 18 clubes: 1988–2004
- 20 clubes: 2004–presente

Patch de scudetto

Durante a temporada, que vai de agosto a maio, cada clube joga contra cada uma das outras equipes duas vezes; uma vez em casa e uma vez fora, totalizando 38 jogos para cada equipe ao final da temporada. Desde a temporada 1994–95, as equipes recebem três pontos por vitória, um ponto por empate e nenhum ponto por derrota.
As quatro melhores equipas da Serie A qualificam-se diretamente para a Liga dos Campeões da UEFA. A equipa que ficar em quinto lugar, junto com o vencedor da Coppa Itália, qualifica-se para a Liga Europa da UEFA. O sexto ou sétimo clube mais bem classificados, dependendo do desempenho do vencedor da Coppa Itália, junta-se à pré-eliminatória da Liga Conferência Europa da UEFA de 2021–22. As três equipes que tiverem menos pontos são rebaixadas para a Serie B.
Desde a temporada 2005–06, se duas ou mais equipes estão empatadas em pontos os desempates são os seguintes:
1. Confronto direto (resultados e pontos)
2. Diferença de gols no confronto direto
3. Diferença de gols geral
4. Maior número de gols marcados
5. Desempate

Até a temporada de 2004–05, um playoff seria usado para determinar os campeões, vagas europeias ou rebaixamento, se as duas equipes estivessem empatadas em pontos. Nenhum play-off foi realizado após o final da temporada regular. O último playoff para decidir o título ocorreu na temporada de 1963–64, quando Bologna e Inter terminaram com 54 pontos. O Bologna venceu o play-off por 2 a 0.

## Clubes

### Temporada de 2024–25
Os 20 clubes a seguir competiram na Série A durante a temporada de 2024–25.
| Time           | Cidade Natal | Região             | Estádio                         | Capacidade | Temporada de 2023–24    |
| -------------- | ------------ | ------------------ | ------------------------------- | ---------- | ----------------------- |
| Atalanta       | Bérgamo      | Lombardia          | Estádio Atleti Azzurri d'Italia | 25,000     | 4.º na Série A          |
| Bologna        | Bolonha      | Emília-Romanha     | Stadio Renato Dall'Ara          | 36,462     | 5.º na Série A          |
| Cagliari       | Cagliari     | Sardenha           | Unipol Domus                    | 16,416     | 16.º da Série A         |
| Como           | Como         | Lombardia          | Giuseppe Sinigaglia             | 13,602     | Vice-campeão da Série B |
| Empoli         | Empoli       | Florença           | Carlo Castellanni               | 19,847     | 17.º na Série A         |
| Fiorentina     | Florença     | Toscana            | Stadio Artemio Franchi          | 45,000     | 8.º na Série A          |
| Genoa          | Gênova       | Ligúria            | Estádio Luigi Ferraris          | 36,743     | 11.º na Série A         |
| Hellas Verona  | Verona       | Vêneto             | Stadio Marcantonio Bentegodi    | 39,371     | 13.º na Série A         |
| Internazionale | Milão        | Lombardia          | Stadio Giuseppe Meazza          | 75,923     | Campeão da Série A      |
| Juventus       | Turim        | Piemonte           | Juventus Stadium                | 41,507     | 3.º na Série A          |
| Lecce          | Lecce        | Apúlia             | Estádio Via del Mare            | 31,533     | 14.º na Série A         |
| Lazio          | Roma         | Lácio              | Stadio Olimpico                 | 70,634     | 7.º na Série A          |
| Milan          | Milão        | Lombardia          | San Siro                        | 75,923     | Vice-campeão da Série A |
| Monza          | Monza        | Lombardia          | Stadio Brianteo                 | 18,568     | 12.º na Série A         |
| Napoli         | Nápoles      | Campânia           | Stadio Diego Armando Maradona   | 54,726     | 10.º na Série A         |
| Parma          | Parma        | Emília-Romanha     | Estádio Ennio Tardini           | 22,352     | Campeão da Série B      |
| Roma           | Roma         | Lácio              | Stadio Olimpico                 | 70,634     | 6.º na Série A          |
| Torino         | Turim        | Piemonte           | Stadio Olimpico Grande Torino   | 27,958     | 9.º na Série A          |
| Udinese        | Udine        | Friul-Veneza Júlia | Estádio Friuli                  | 25,144     | 15.º na Série A         |
| Venezia        | Veneza       | Vêneto             | Pierluigi Penzo                 | 7,450      | 3.º na Série B          |

### Temporadas da Serie A
Há 68 equipes que participaram de 94 campeonatos da Série A da temporada de 1929–30 até a temporada de 2024–25. As equipes em negrito competem na Série A atualmente. A Internazionale é a única equipe que jogou na Série A em todas as temporadas.
| - 94 vezes: Internazionale - 93 vezes: Juventus, Roma - 92 vezes: Milan - 88 vezes: Fiorentina - 83 vezes: Lazio - 82 vezes: Torino - 80 vezes: Napoli - 79 vezes: Bologna - 67 vezes: Sampdoria - 65 vezes: Atalanta - 58 vezes: Genoa - 53 vezes: Udinese - 45 vezes: Cagliari - 36 vezes: Verona - 30 vezes: Vicenza, Bari - 29 vezes: Palermo - 26 vezes: Triestina, Parma - 23 vezes: Brescia | - 19 vezes: Spal, Lecce - 18 vezes: Livorno, Empoli - 17 vezes: Catania, Chievo - 16 vezes: Ascoli, Padova - 15 vezes: Venezia - 14 vezes: Como - 13 vezes: Alessandria, Modena, Perugia, Cesena, Novara, Sassuolo - 12 vezes: Pro Patria - 11 vezes: Foggia - 10 vezes: Avellino - 9 vezes: Reggina, Siena - 8 vezes: Lucchese, Piacenza, Cremonese - 7 vezes: Catanzaro, Mantova, Pisa, Varese, Pescara - 6 vezes: Pro Vercelli, Salernitana - 5 vezes: Messina, Liguria - 4 vezes: Casale, Spezia - 3 vezes: Lecco, Legnano, Reggiana, Sampierdarenese, Crotone, Frosinone, Monza - 2 vezes: Ancona, Ternana, Benevento - 1 vez: Pistoiese, Treviso, Carpi |

## Direitos de televisão
No passado, os clubes que competiam na liga tinha o direito de vender seus direitos de transmissão para canais específicos em toda a Itália, ao contrário da maioria dos outros países europeus. Atualmente, as duas emissoras na Itália com direitos de transmissão são a emissora por satélite, Sky Italia, e a plataforma de streaming, DAZN; A RAI pode transmitir apenas os melhores momentos. Esta é uma lista de direitos televisivos na Itália (desde a temporada de 2018–19):
- Sky Italia (7 jogos por semana)
- DAZN (3 jogos por semana)
- RAI (melhores momentos)

Desde a temporada de 2010–11, os clubes da Série A negociaram os direitos televisivos coletivamente, em vez de individualmente, tendo abandonado a negociação coletiva no final da temporada de 1998–99.

### Brasil
A Série A já foi transmitida pela televisão brasileira pela Rede Bandeirantes, nos antigos programas Bandeirantes Esporte (1967 e 1983), Super Domingo Esportivo (1967 e 1983), Show do Esporte (1983 e 2004) e no Band Esporte Clube (2008). O torneio chegou a ser transmitido ao vivo pela Rede Globo nos anos 1980. Sua cobertura ocorria nas manhãs de domingo no programa Panorama do Futebol Italiano. Também foi transmitido pela RedeTV! entre 2009 e 2012.
Em 2018, o Campeonato Italiano deixaria de ser transmitido no Brasil após 36 temporadas, pois a ESPN e a Fox Sports não chegaram a um acordo sobre os direitos de transmissão. Dessa forma, as opções existentes para assistir às partidas dos clubes italianos no país são o canal italiano RAI, disponível em algumas operadoras de TV, e a compra do streaming Serie A Pass, da agência IMG, além da DAZN.
Em setembro de 2020, a Rede Bandeirantes adquiriu os direitos de transmissão da competição junto à IMG, atual detentora dos direitos de transmissão do campeonato, e após alguns meses o campeonato estará de volta para o público brasileiro, desta vez em TV aberta. A emissora vai mostrar um jogo por rodada em TV aberta, preferencialmente nas tardes de sábado. O restante será exibido no Band Sports, canal esportivo da empresa na TV fechada.
Em 18 de setembro de 2020, o SporTV fechou um acordo com a IMG e o Grupo Bandeirantes e adquiriu um jogo por rodada da temporada de 2020–21.
Em outubro de 2020, a Turner adquiriu os direitos de transmissão da competição junto à IMG e transmitirá nove partidas por rodada na TNT Sports e no Estádio TNT Sports (Antigo Esporte Interativo Plus). O foco do grupo Turner será exibir as partidas da Juventus, que tem como principal astro o jogador português Cristiano Ronaldo.

## Títulos
Dezessete clubes é o número de clubes campeões italianos, três deles tem pelo menos dezenove títulos de campeão, oito entre dois e nove títulos, embora entre esses oito a última conquista do Pro Vercelli tenha sido em 1922 e do Genoa em 1924.
A cada dez conquistas o clube tem o direito de acrescentar uma estrela em sua camisa, de modo que a Juventus ostenta três, a Internazionale duas e a Milan uma.
Além dos três maiores vencedores, apenas Roma e Napoli foram campeões no Século XXI.

### Serie A
| Ano | Campeão                    | Vice-Campeão     | Terceiro Lugar   | Quarto Lugar     | Melhor(es) Marcador(es)                                                      |
| 2024–25                                                                                                 | Napoli (4)                 | Internazionale   | Atalanta         | Juventus         | Mateo Retegui (Atalanta), 25                                                 |
| 2023–24                                                                                                 | Internazionale (20)        | Milan            | Juventus         | Atalanta         | Lautaro Martínez (Internazionale), 24                                        |
| 2022–23                                                                                                 | Napoli (3)                 | Lazio            | Internazionale   | Milan            | Victor Osimhen (Napoli), 26                                                  |
| 2021–22                                                                                                 | Milan (19)                 | Internazionale   | Napoli           | Juventus         | Ciro Immobile (Lazio), 27                                                    |
| 2020–21                                                                                                 | Internazionale (19)        | Milan            | Atalanta         | Juventus         | Cristiano Ronaldo (Juventus), 29                                             |
| 2019–20                                                                                                 | Juventus (36)              | Internazionale   | Atalanta         | Lazio            | Ciro Immobile (Lazio), 36                                                    |
| 2018–19                                                                                                 | Juventus (35)              | Napoli           | Atalanta         | Internazionale   | Fabio Quagliarella (Sampdoria), 26                                           |
| 2017–18                                                                                                 | Juventus (34)              | Napoli           | Roma             | Internazionale   | Ciro Immobile (Lazio), 29                                                    |
| 2016–17                                                                                                 | Juventus (33)              | Roma             | Napoli           | Atalanta         | Edin Džeko (Roma), 28                                                        |
| 2015–16                                                                                                 | Juventus (32)              | Napoli           | Roma             | Internazionale   | Gonzalo Higuaín (Napoli), 36                                                 |
| 2014–15                                                                                                 | Juventus (31)              | Roma             | Lazio            | Fiorentina       | Luca Toni (Hellas Verona) Mauro Icardi (Internazionale), 22                  |
| 2013–14                                                                                                 | Juventus (30)              | Roma             | Napoli           | Fiorentina       | Ciro Immobile (Torino), 22                                                   |
| 2012–13                                                                                                 | Juventus (29)              | Napoli           | Milan            | Fiorentina       | Edinson Cavani (Napoli), 29                                                  |
| 2011–12                                                                                                 | Juventus (28)              | Milan            | Udinese          | Lazio            | Zlatan Ibrahimović (Milan), 28                                               |
| 2010–11                                                                                                 | Milan (18)                 | Internazionale   | Napoli           | Udinese          | Antonio Di Natale (Udinese), 28                                              |
| 2009–10                                                                                                 | Internazionale (18)        | Roma             | Milan            | Sampdoria        | Antonio Di Natale (Udinese), 29                                              |
| 2008–09                                                                                                 | Internazionale (17)        | Juventus         | Milan            | Fiorentina       | Zlatan Ibrahimović (Internazionale), 25                                      |
| 2007–08                                                                                                 | Internazionale (16)        | Roma             | Juventus         | Fiorentina       | Alessandro Del Piero (Juventus), 21                                          |
| 2006–07                                                                                                 | Internazionale (15)        | Roma             | Lazio            | Milan            | Francesco Totti (Roma), 26                                                   |
| 2005–06                                                                                                 | Internazionale (14)        | Roma             | Milan            | Chievo           | Luca Toni (Fiorentina), 31                                                   |
| 2004–05                                                                                                 | Juventus (título revogado) | Milan            | Internazionale   | Udinese          | Cristiano Lucarelli (Livorno), 24                                            |
| 2003–04                                                                                                 | Milan (17)                 | Roma             | Juventus         | Internazionale   | Andriy Shevchenko (Milan), 24                                                |
| 2002–03                                                                                                 | Juventus (27)              | Internazionale   | Milan            | Lazio            | Christian Vieri (Internazionale), 24                                         |
| 2001–02                                                                                                 | Juventus (26)              | Roma             | Internazionale   | Milan            | David Trézéguet (Juventus) Dario Hübner (Piacenza), 24                       |
| 2000–01                                                                                                 | Roma (3)                   | Juventus         | Lazio            | Parma            | Hernán Crespo (Lazio), 26                                                    |
| 1999–00                                                                                                 | Lazio (2)                  | Juventus         | Milan            | Internazionale   | Andriy Shevchenko (Milan), 24                                                |
| 1998–99                                                                                                 | Milan (16)                 | Lazio            | Fiorentina       | Parma            | Amoroso (Udinese), 22                                                        |
| 1997–98                                                                                                 | Juventus (25)              | Internazionale   | Udinese          | Roma             | Oliver Bierhoff (Udinese), 27                                                |
| 1996–97                                                                                                 | Juventus (24)              | Parma            | Internazionale   | Lazio            | Filippo Inzaghi (Atalanta), 24                                               |
| 1995–96                                                                                                 | Milan (15)                 | Juventus         | Lazio            | Fiorentina       | Igor Protti (Bari) Giuseppe Signori (Lazio), 24                              |
| 1994–95                                                                                                 | Juventus (23)              | Lazio            | Parma            | Milan            | Gabriel Batistuta (Fiorentina) 26                                            |
| 1993–94                                                                                                 | Milan (14)                 | Juventus         | Sampdoria        | Lazio            | Giuseppe Signori (Lazio), 23                                                 |
| 1992–93                                                                                                 | Milan (13)                 | Internazionale   | Parma            | Juventus         | Giuseppe Signori (Lazio), 26                                                 |
| 1991–92                                                                                                 | Milan (12)                 | Juventus         | Torino           | Napoli           | Marco van Basten (Milan), 25                                                 |
| 1990–91                                                                                                 | Sampdoria (1)              | Milan            | Internazionale   | Genoa            | Gianluca Vialli (Sampdoria), 19                                              |
| 1989–90                                                                                                 | Napoli (2)                 | Milan            | Internazionale   | Juventus         | Marco van Basten (Milan), 19                                                 |
| 1988–89                                                                                                 | Internazionale (13)        | Napoli           | Milan            | Juventus         | Aldo Serena (Internazionale) 22                                              |
| 1987–88                                                                                                 | Milan (11)                 | Napoli           | Roma             | Sampdoria        | Diego Maradona (Napoli), 15                                                  |
| 1986–87                                                                                                 | Napoli (1)                 | Juventus         | Internazionale   | Verona           | Pietro Paolo Virdis (Milan), 17                                              |
| 1985–86                                                                                                 | Juventus (22)              | Roma             | Napoli           | Fiorentina       | Roberto Pruzzo (Roma), 19                                                    |
| 1984–85                                                                                                 | Verona (1)                 | Torino           | Internazionale   | Sampdoria        | Michel Platini (Juventus), 18                                                |
| 1983–84                                                                                                 | Juventus (21)              | Roma             | Fiorentina       | Internazionale   | Michel Platini (Juventus), 20                                                |
| 1982–83                                                                                                 | Roma (2)                   | Juventus         | Internazionale   | Verona           | Michel Platini (Juventus), 16                                                |
| 1981–82                                                                                                 | Juventus (20)              | Fiorentina       | Roma             | Napoli           | Roberto Pruzzo (Roma), 15                                                    |
| 1980–81                                                                                                 | Juventus (19)              | Roma             | Napoli           | Internazionale   | Roberto Pruzzo (Roma), 18                                                    |
| 1979–80                                                                                                 | Internazionale (12)        | Juventus         | Torino           | Ascoli           | Roberto Bettega (Juventus), 16                                               |
| 1978–79                                                                                                 | Milan (10)                 | Perugia          | Juventus         | Internazionale   | Bruno Giordano (Lazio), 19                                                   |
| 1977–78                                                                                                 | Juventus (18)              | Vicenza          | Torino           | Milan            | Paolo Rossi (Vicenza), 24                                                    |
| 1976–77                                                                                                 | Juventus (17)              | Torino           | Fiorentina       | Internazionale   | Francesco Graziani (Torino), 21                                              |
| 1975–76                                                                                                 | Torino (7)                 | Juventus         | Milan            | Internazionale   | Paolino Pulici (Torino), 21                                                  |
| 1974–75                                                                                                 | Juventus (16)              | Napoli           | Roma             | Lazio            | Paolino Pulici (Torino), 18                                                  |
| 1973–74                                                                                                 | Lazio (1)                  | Juventus         | Napoli           | Internazionale   | Giorgio Chinaglia (Lazio), 24                                                |
| 1972–73                                                                                                 | Juventus (15)              | Milan            | Lazio            | Fiorentina       | Paolino Pulici (Torino) Gianni Rivera (Milan) Giuseppe Savoldi (Bologna), 17 |
| 1971–72                                                                                                 | Juventus (14)              | Milan            | Torino           | Cagliari         | Roberto Boninsegna (Internazionale), 22                                      |
| 1970–71                                                                                                 | Internazionale (11)        | Milan            | Napoli           | Juventus         | Roberto Boninsegna (Internazionale), 24                                      |
| 1969–70                                                                                                 | Cagliari (1)               | Internazionale   | Juventus         | Milan            | Luigi Riva (Cagliari), 21                                                    |
| 1968–69                                                                                                 | Fiorentina (2)             | Cagliari         | Milan            | Internazionale   | Luigi Riva (Cagliari), 20                                                    |
| 1967–68                                                                                                 | Milan (9)                  | Napoli           | Juventus         | Fiorentina       | Pierino Prati (Milan), 15                                                    |
| 1966–67                                                                                                 | Juventus (13)              | Internazionale   | Bologna          | Napoli           | Luigi Riva (Cagliari), 18                                                    |
| 1965–66                                                                                                 | Internazionale (10)        | Bologna          | Napoli           | Fiorentina       | Luís Vinício (Vicenza), 25                                                   |
| 1964–65                                                                                                 | Internazionale (9)         | Milan            | Torino           | Juventus         | Alberto Orlando (Fiorentina) Sandro Mazzola (Internazionale), 17             |
| 1963–64                                                                                                 | Bologna (7)                | Internazionale   | Milan            | Fiorentina       | Harald Nielsen (Bologna), 21                                                 |
| 1962–63                                                                                                 | Internazionale (8)         | Juventus         | Milan            | Bologna          | Harald Nielsen (Bologna) Pedro Manfredini (Roma), 19                         |
| 1961–62                                                                                                 | Milan (8)                  | Internazionale   | Fiorentina       | Bologna          | José João Altafini (Milan) Aurelio Milani (Fiorentina),27                    |
| 1960–61                                                                                                 | Juventus (12)              | Milan            | Internazionale   | Sampdoria        | Sergio Brighenti (Sampdoria), 27                                             |
| 1959–60                                                                                                 | Juventus (11)              | Fiorentina       | Milan            | Internazionale   | Omar Sívori (Juventus), 27                                                   |
| 1958–59                                                                                                 | Milan (7)                  | Fiorentina       | Internazionale   | Juventus         | Antonio Angelillo (Internazionale), 33                                       |
| 1957–58                                                                                                 | Juventus (10)              | Fiorentina       | Padova           | Napoli           | John Charles (Juventus), 28                                                  |
| 1956–57                                                                                                 | Milan (6)                  | Fiorentina       | Lazio            | Udinese          | Dino da Costa (Roma), 24                                                     |
| 1955–56                                                                                                 | Fiorentina (1)             | Milan            | Internazionale   | Lazio            | Gino Pivatelli (Bolgona), 29                                                 |
| 1954–55                                                                                                 | Milan (5)                  | Udinese          | Roma             | Bolgona          | Gunnar Nordahl (Milan), 27                                                   |
| 1953–54                                                                                                 | Internazionale (7)         | Juventus         | Milan            | Fiorentina       | Gunnar Nordahl (Milan), 23                                                   |
| 1952–53                                                                                                 | Internazionale (6)         | Juventus         | Milan            | Napoli           | Gunnar Nordahl (Milan), 26                                                   |
| 1951–52                                                                                                 | Juventus (9)               | Milan            | Internazionale   | Fiorentina       | John Hansen (Juventus), 30                                                   |
| 1950–51                                                                                                 | Milan (4)                  | Internazionale   | Juventus         | Lazio            | Gunnar Nordahl (Milan), 34                                                   |
| 1949–50                                                                                                 | Juventus (8)               | Milan            | Internazionale   | Lazio            | Gunnar Nordahl (Milan), 35                                                   |
| 1948–49                                                                                                 | Torino (6)                 | Internazionale   | Milan            | Juventus         | István Nyers (Internazionale), 26                                            |
| 1947–48                                                                                                 | Torino (5)                 | Milan            | Juventus         | Triestina        | Giampiero Boniperti (Juventus), 27                                           |
| 1946–47                                                                                                 | Torino (4)                 | Juventus         | Modena           | Milan            | Valentino Mazzola (Torino), 29                                               |
| 1945–46                                                                                                 | Torino (3)                 | Internazionale   | Juventus         | Milan            | Eusebio Castigliano (Torino), 13                                             |
| Os campeonatos de 1943–44 e 1944–45 não foram realizados devido a deflagração da Segunda Guerra Mundial |                            |                  |                  |                  |                                                                              |
| 1942–43                                                                                                 | Torino (2)                 | Livorno          | Juventus         | Ambrosiana-Inter | Silvio Piola (Lazio), 21                                                     |
| 1941–42                                                                                                 | Roma (1)                   | Torino           | Venezia          | Genova           | Aldo Boffi (Milan), 22                                                       |
| 1940–41                                                                                                 | Bologna (6)                | Ambrosiana-Inter | Milano           | Fiorentina       | Ettore Puricelli (Bologna), 22                                               |
| 1939–40                                                                                                 | Ambrosiana-Inter (5)       | Bologna          | Juventus         | Lazio            | Aldo Boffi (Milano), 24                                                      |
| 1938–39                                                                                                 | Bologna (5)                | Torino           | Ambrosiana-Inter | Genova           | Ettore Puricelli (Bologna) Aldo Boffi (Milan), 19                            |
| 1937–38                                                                                                 | Ambrosiana-Inter (4)       | Juventus         | Milano           | Genova           | Giuseppe Meazza (Ambrosiana-Inter), 20                                       |
| 1936–37                                                                                                 | Bologna (4)                | Lazio            | Torino           | Milan            | Silvio Piola (Lazio), 21                                                     |
| 1935–36                                                                                                 | Bologna (3)                | Roma             | Torino           | Internazionale   | Giuseppe Meazza (Internazionale), 25                                         |
| 1934–35                                                                                                 | Juventus (7)               | Internazionale   | Fiorentina       | Roma             | Enrique Guaita (Roma), 28                                                    |
| 1933–34                                                                                                 | Juventus (6)               | Internazionale   | Napoli           | Bologna          | Felice Borel (Juventus), 31                                                  |
| 1932–33                                                                                                 | Juventus (5)               | Internazionale   | Bologna          | Napoli           | Felice Borel (Juventus), 29                                                  |
| 1931–32                                                                                                 | Juventus (4)               | Bologna          | Roma             | Fiorentina       | Angelo Schiavio (Bologna) Pedro Petrone (Fiorentina), 16                     |
| 1930–31                                                                                                 | Juventus (3)               | Roma             | Bologna          | Genoa            | Rodolfo Volk (Roma), 29                                                      |
| 1929–30                                                                                                 | Internazionale (3)         | Genoa            | Juventus         | Torino           | Giuseppe Meazza (Internazionale), 31                                         |

### Campeonato Italiano de Futebol
| Ano | Campeão                  | Vice-Campeão | Terceiro Lugar | Quarto Lugar | Melhor(es) Marcador(es) |
| 1928–29 | Bologna (2)              | Torino | Milan | Juventus | Gino Rosetti (Torino), 36 |
| 1927–28 | Torino (1)               | Genoa | Alessandria | Juventus | Julio Libonatti (Torino), 35 |
| 1926–27 | Torino (título revogado) | Bologna | Juventus | Genoa | Anton Powolny (Internazionale), 22 |
| 1925–26 | Juventus (2)             | SS Alba Roma | Bologna | FC Internazionale-Naples | Ferenc Híres (Juventus), 35 |
| 1924–25 | Bologna                  | SS Alba Roma | Genoa | Anconitana | Mario Magnozzi (Livorno), 19 |
| 1923–24 | Genoa (9)                | Savoia | Bologna | SS Alba Roma | Heinrich Schönfeld (Torino), 22 |
| 1922–23 | Genoa (8)                | Lazio | Pro Vercelli | Savoia | Desconhecido |
| 1921–22 (FICG) | Novese (1)               | Sampierdarenese | SPAL | AS Petrarca | Desconhecido |
| 1921–22 (CCI) | Pro Vercelli (7)         | Fortitudo | Genoa | SSD Puteolana | Desconhecido |
| 1920–21 | Pro Vercelli (6)         | Pisa | Bologna | Livorno | Desconhecido |
| 1919–20 | Internazionale (2)       | Livorno | Juventus | Fortitudo | Desconhecido |
| Os campeonatos de 1916–17, 1917–18 e 1918–19 não foram realizados devido a deflagração da Primeira Guerra Mundial |                          | | | | |
| 1914–15 | Genoa(7)                 | O campeonato de 1914–15 foi interrompido após a deflagração da Primeira Guerra Mundial, e a FICG declarou o Genoa como campeão, sob protestos da equipe da Lazio, que até os dias de hoje briga pelo reconhecimento do título daquele ano. | O campeonato de 1914–15 foi interrompido após a deflagração da Primeira Guerra Mundial, e a FICG declarou o Genoa como campeão, sob protestos da equipe da Lazio, que até os dias de hoje briga pelo reconhecimento do título daquele ano. | O campeonato de 1914–15 foi interrompido após a deflagração da Primeira Guerra Mundial, e a FICG declarou o Genoa como campeão, sob protestos da equipe da Lazio, que até os dias de hoje briga pelo reconhecimento do título daquele ano. | O campeonato de 1914–15 foi interrompido após a deflagração da Primeira Guerra Mundial, e a FICG declarou o Genoa como campeão, sob protestos da equipe da Lazio, que até os dias de hoje briga pelo reconhecimento do título daquele ano. |
| 1913–14 | Casale(1)                | Lazio | Genoa | US Internazionale Napoli | Desconhecido |
| 1912–13 | Pro Vercelli(5)          | Lazio | Genoa | Naples FC | Desconhecido |
| 1911–12 | Pro Vercelli(4)          | Milan | Genoa | Internazionale | Desconhecido |
| 1910–11 | Pro Vercelli(3)          | Milan | Torino | Andrea Doria | Desconhecido |
| 1909–10 | Internazionale(1)        | Pro Vercelli | Juventus | Torino | Desconhecido |
| 1909 | Pro Vercelli(2)          | US Milanese | Genoa | Venezia | Amilcare Pizzi (US Milanese) 9 |
| 1908 | Pro Vercelli(1)          | US Milanese | Andrea Doria | Juventus | Desconhecido |
| 1907 | Milan(3)                 | Torino | Andrea Doria | Genoa | Desconhecido |
| 1906 | Milan(2)                 | Juventus | Genoa | US Milanese | Desconhecido |
| 1905 | Juventus(1)              | Genoa | US Milanese | Milan | Desconhecido |
| 1904 | Genoa(6)                 | Juventus | Milan | FC Torinese | Desconhecido |
| 1903 | Genoa(5)                 | Juventus | Milan | Andrea Doria | Desconhecido |
| 1902 | Genoa(4)                 | Milan | FC Torinese | Juventus | Desconhecido |
| 1901 | Milan(1)                 | Genoa | Juventus | Ginnastica Torino | Desconhecido |
| 1900 | Genoa(3)                 | FC Torinese | Milan | Juventus | Desconhecido |
| 1899 | Genoa(2)                 | Internazionale Torino | Ginnastica di Torino | FC Torinese | Desconhecido |
| 1898 | Genoa(1)                 | Internazionale Torino | Ginnastica di Torino | FC Torinese | Desconhecido |

### Por clube
| Clubes          | Vezes Campeão | Ano Campeão |
| --------------- | ------------- | --- |
| Juventus        | 36            | 1905, 1925–26, 1930–31, 1931–32, 1932–33, 1933–34, 1934–35, 1949–50, 1951–52, 1957–58, 1959–60, 1960–61, 1966–67, 1971–72, 1972–73, 1974–75, 1976–77, 1977–78, 1980–81, 1981–82, 1983–84, 1985–86, 1994–95, 1996–97, 1997–98, 2001–02, 2002–03, 2011–12, 2012–13, 2013–14, 2014–15, 2015–16, 2016–17, 2017–18, 2018–19, 2019–20 |
| Internazionale¹ | 20            | 1909–10, 1919–20, 1929–30, 1937–38, 1939–40, 1952–53, 1953–54, 1962–63, 1964–65, 1965–66, 1970–71, 1979–80, 1988–89, 2005–06, 2006–07, 2007–08, 2008–09, 2009–10, 2020–21, 2023–24 |
| Milan           | 19            | 1901, 1906, 1907, 1950–51, 1954–55, 1956–57, 1958–59, 1961–62, 1967–68, 1978–79, 1987–88, 1991–92, 1992–93, 1993–94, 1995–96, 1998–99, 2003–04, 2010–11, 2021–22 |
| Genoa           | 9             | 1898, 1899, 1900, 1902, 1903, 1904, 1914–15, 1922–23, 1923–24 |
| Pro Vercelli    | 7             | 1908, 1909, 1910–11, 1911–12, 1912–13, 1920–21, 1921–22 (CCI) |
| Bologna         | 7             | 1924–25, 1928–29,1935–36, 1936–37, 1938–39, 1940–41, 1963–64 |
| Torino          | 7             | 1927–28, 1942–43, 1945–46, 1946–47,1947–48, 1948–49, 1975–76 |
| Napoli          | 4             | 1986–87, 1989–90, 2022–23, 2024–25 |
| Roma            | 3             | 1941–42, 1982–83, 2000–01 |
| Fiorentina      | 2             | 1955–56, 1968–69 |
| Lazio           | 2             | 1973–74, 1999–00 |
| Casale          | 1             | 1913–14 |
| Novese          | 1             | 1921–22 (FIGC) |
| Cagliari        | 1             | 1969–70 |
| Hellas Verona   | 1             | 1984–85 |
| Sampdoria       | 1             | 1990–91 |

Observações:

(1) - Um conquistado como "Ambrosiana" e dois como "Ambrosiana-Inter"
(2) - As Serie A de 2004–05 e 2005–06 foram originalmente vencidas pela Juventus, porém os títulos foram retirados devidos a escândalos de manipulação de resultados na FIGC. O título de 2004–05 foi anulado, enquanto o de 2005–06 teve a Internazionale campeã, pois a equipe terminou o campeonato em terceiro lugar, atrás de Juve e Milan, punidos.

### Por cidade
| Cidade            | Títulos | Clubes                          |
| Turim             | 43      | Juventus (36), Torino (7)       |
| Milão             | 39      | Internazionale (20), Milan (19) |
| Gênova            | 10      | Genoa (9), Sampdoria (1)        |
| Bolonha           | 7       | Bologna (7)                     |
| Vercelli          | 7       | Pro Vercelli (7)                |
| Roma              | 5       | Roma (3), Lazio (2)             |
| Nápoles           | 4       | Napoli (4)                      |
| Florença          | 2       | Fiorentina (2)                  |
| Cagliari          | 1       | Cagliari (1)                    |
| Casale Monferrato | 1       | Casale (1)                      |
| Novi Ligure       | 1       | Novese (1)                      |
| Verona            | 1       | Hellas Verona (1)               |

### Por região
| Região         | Títulos | Clubes                                                              |
| Piemonte       | 52      | Juventus (36), Torino (7), Pro Vercelli (7), Casale (1), Novese (1) |
| Lombardia      | 39      | Internazionale (20), Milan (19)                                     |
| Ligúria        | 10      | Genoa (9), Sampdoria (1)                                            |
| Emilia-Romagna | 7       | Bologna (7)                                                         |
| Lácio          | 5       | Roma (3), Lazio (2)                                                 |
| Campania       | 4       | Napoli (4)                                                          |
| Toscana        | 2       | Fiorentina (2)                                                      |
| Sardenha       | 1       | Cagliari (1)                                                        |
| Vêneto         | 1       | Hellas Verona (1)                                                   |

## Recordes

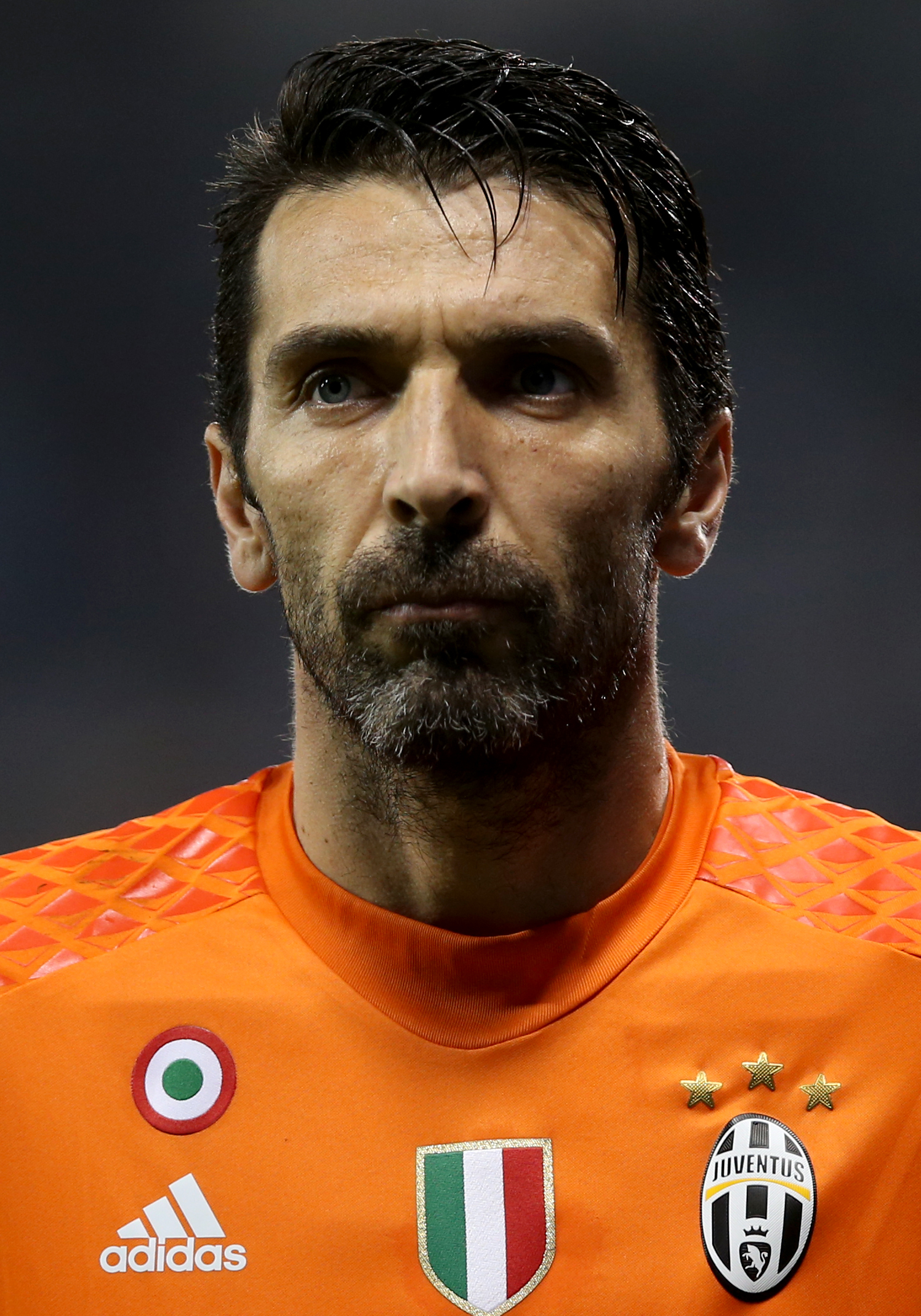
Gianluigi Buffon é o futebolista com o maior número de aparições na Serie A (656)

### Mais partidas
| Pos. | Jogador            | Clubes                                                       | Período                       | Jogos |
| ---- | ------------------ | ------------------------------------------------------------ | ----------------------------- | ----- |
| 1    | Gianluigi Buffon   | Parma, Juventus                                              | 1995–2006 2007–2018 2019–2021 | 657   |
| 2    | Paolo Maldini      | Milan                                                        | 1985–2009                     | 647   |
| 3    | Francesco Totti    | Roma                                                         | 1992–2017                     | 619   |
| 4    | Javier Zanetti     | Internazionale                                               | 1995–2014                     | 615   |
| 5    | Gianluca Pagliuca  | Sampdoria, Internazionale, Bologna, Ascoli                   | 1987–2005 2006–2007           | 592   |
| 6    | Dino Zoff          | Udinese, Mantova, Napoli, Juventus                           | 1961–1983                     | 570   |
| 7    | Samir Handanovič   | Treviso, Lazio, Udinese, Internazionale                      | 2004–2006 2007–2023           | 566   |
| 8    | Pietro Vierchowod  | Como, Fiorentina, Roma, Sampdoria, Juventus, Milan, Piacenza | 1980–2000                     | 562   |
| 9    | Fabio Quagliarella | Torino, Ascoli, Sampdoria, Udinese, Napoli, Juventus         | 1999–2000 2001–2002 2005–2023 | 556   |
| 10   | Roberto Mancini    | Bologna, Sampdoria, Lazio                                    | 1981–2001                     | 541   |

### Maiores artilheiros

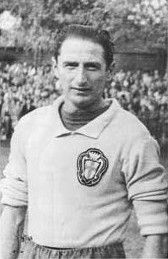
Silvio Piola é o maior artilheiro da história da Serie A, com 274 gols

| Pos. | Jogador              | Clubes                                                            | Período                       | Gols | Jogos | Média |
| ---- | -------------------- | ----------------------------------------------------------------- | ----------------------------- | ---- | ----- | ----- |
| 1    | Silvio Piola         | Pro Vercelli, Lazio, Juventus, Novara                             | 1929–1943 1946–1947 1948–1954 | 274  | 537   | 0,51  |
| 2    | Francesco Totti      | Roma                                                              | 1992–2017                     | 250  | 619   | 0,4   |
| 3    | Gunnar Nordahl       | Milan, Roma                                                       | 1948–1958                     | 225  | 291   | 0,77  |
| 4    | Mazzola              | Internazionale, Milan, Juventus                                   | 1958–1976                     | 216  | 459   | 0,47  |
| 4    | Giuseppe Meazza      | Milan, Napoli, Juventus                                           | 1929–1943 1946–1947           | 216  | 367   | 0,59  |
| 6    | Antonio Di Natale    | Empoli, Udinese                                                   | 2002–2016                     | 209  | 445   | 0,47  |
| 7    | Roberto Baggio       | Fiorentina, Juventus, Milan, Bologna, Internazionale, Brescia     | 1986–2004                     | 205  | 452   | 0,45  |
| 8    | Ciro Immobile        | Juventus, Genoa, Torino, Lazio                                    | 2009–presente                 | 200  | 345   | 0,58  |
| 9    | Kurt Hamrin          | Juventus, Padova, Fiorentina, Milan, Napoli                       | 1956–1971                     | 190  | 400   | 0,48  |
| 10   | Giuseppe Signori     | Foggia, Lazio, Sampdoria, Bologna                                 | 1991–2004                     | 188  | 344   | 0,55  |
| 10   | Alessandro Del Piero | Juventus                                                          | 1993–2006 2007–2012           | 188  | 478   | 0,39  |
| 10   | Alberto Gilardino    | Piacenza, Hellas Verona, Parma, Milan, Fiorentina, Genoa, Bologna | 1999–2017                     | 188  | 502   | 0,37  |

## Jogadores

### Jogadores de fora da União Europeia
Ao contrário da La Liga, que impôs uma cota sobre o número de jogadores de fora da UE em cada clube, os clubes da Série A poderiam contratar tantos jogadores de fora da UE quantos disponíveis por transferência doméstica.
Durante as décadas de 1980 e 1990, a maioria dos clubes da Série A contrataram um grande número de jogadores de países estrangeiros (membros da UE e não membros da UE). Jogadores estrangeiros notáveis que jogaram na Série A durante esta era incluíram o irlandês Liam Brady, os ingleses Paul Gascoigne e David Platt, os franceses Michel Platini e Laurent Blanc, os alemães Lothar Matthäus e Jürgen Klinsmann, os holandeses Ruud Gullit e Dennis Bergkamp e o argentino Diego Maradona.
Mas desde a temporada de 2003–04, uma cota foi imposta a cada um dos clubes, limitando o número de jogadores não pertencentes à UE, não pertencentes à EFTA e não suíços que podem ser contratados do exterior a cada temporada.
No meio da temporada de 2000–01, o antigo sistema de cotas foi abolido, o que não limitava mais cada equipe a ter mais de cinco jogadores de fora da UE e não usar mais de três em cada partida. Simultaneamente à abolição da cota, a FIGC investigou jogadores de futebol que usavam passaportes falsos. Alberto Valentim, Warley, Alejandro Da Silva e Jorginho Paulista da Udinese; Fábio Júnior e Gustavo Bartelt da Roma; Dida do Milan; Álvaro Recoba da Internazionale; Thomas Job, Francis Zé e Jean Ondoa da Sampdoria e Jeda e André Leone do Vicenza foram todos suspensos em julho de 2001 por durações que variam de seis meses a um ano. No entanto, a maioria das proibições foi posteriormente reduzida.
O número de jogadores de fora da UE foi reduzido de 265 na temporada de 2002–03 para 166 na temporada de 2006–07. Também incluiu jogadores que receberam status da UE depois que seus respectivos países aderiram à UE: Adrian Mutu, Valeri Bojinov, Marek Jankulovski e Marius Stankevičius.
A regra passou por pequenas alterações em agosto de 2004, junho de 2005, junho de 2006 e junho de 2007.
Desde a temporada de 2008–09, três cotas foram atribuídas a clubes que não têm jogadores de fora da UE em seu elenco (anteriormente, apenas os clubes recém-promovidos podiam ter três cotas); os clubes que têm um jogador não pertencente à UE têm duas cotas. Os clubes que têm dois jogadores não pertencentes à UE recebem uma cota e uma cota condicional, que é atribuída após:
1) Transferir um jogador não pertencente à UE para o estrangeiro;
2) Liberar um jogador não europeu como agente livre;
3) Um jogador de fora da UE que recebeu nacionalidade da UE;
Os clubes com três ou mais jogadores de fora da UE têm duas cotas condicionais, mas liberando dois jogadores de fora da UE como agente livre, terão apenas uma cota em vez de duas. Os clubes da Serie B e Lega Pro não podem contratar jogadores estrangeiros do exterior, exceto aqueles que seguiram o clube promovido da Serie D.
Grandes clubes com muitos estrangeiros geralmente pedem cotas emprestadas de outros clubes que têm poucos ou nenhum estrangeiro para contratar mais jogadores de fora da UE. Por exemplo, Adrian Mutu juntou-se à Juventus via Livorno em 2005, já que na época a Romênia não era membro da UE. Outros exemplos incluem Júlio César, Victor Obinna e Maxwell, que ingressaram na Internazionale vindos do Chievo e do Empoli, respectivamente.

### Jogadores caseiros
A Serie A também impôs a regra dos jogadores caseiros. Ao contrário da UEFA, a Série A no início não limitou o número de jogadores da primeira equipe a 25, o que significa que o clube poderia contratar mais estrangeiros, aumentando o tamanho do plantel. No entanto, um limite de 25 (jogadores sub-21 foram excluídos) foi introduzido na temporada de 2015–16 (a regra exige oito jogadores locais, mas não requer quatro deles de sua própria equipe juvenil).
Na temporada de 2016–17, a FIGC sancionou o Sassuolo por colocar em campo o jogador inelegível, Antonino Ragusa. Embora o clube não tenha excedido a capacidade de 21 jogadores que não pertenciam à sua equipe juvenil (apenas Domenico Berardi era elegível como produto juvenil próprio), bem como menores de 21 anos (nascidos em 1995 ou depois, dos quais quatro jogadores eram elegível) na convocação de 24 jogadores, foi relatado que no lado da Lega Serie A a lista de convocados não foi atualizada.